# 1 Warszawska Brygada Saperów
1 Warszawska Brygada Saperów (1 BSap) – związek taktyczny wojsk inżynieryjno-saperskich ludowego Wojska Polskiego.
Za udział w działaniach bojowych 1 Brygada Saperów została wyróżniona mianem „Warszawska”, nadanym rozkazem Naczelnego Dowódcy Armii Czerwonej nr 112 z 19 lutego 1945 i rozkazem dowódcy 1 Armii WP nr 060/45. Została odznaczona Krzyżem Grunwaldu III klasy, nadanym rozkazem Naczelnego Dowódcy WP nr 105 z 4 kwietnia 1946,oraz Orderem Kutuzowa II stopnia, nadanym na podstawie uchwały Rady Najwyższej ZSRR nr 253/113 z 4 kwietnia 1949, Za udział w akcjach powodziowych i przeciwlodowych oraz prace na rzecz gospodarki narodowej w 1978 była odznaczona orderem Sztandaru Pracy II klasy.

## Formowanie i szkolenie
Sformowana w miejscowości Lebiedin w rejonie Sum na podstawie rozkazu dowódcy 1 Armii Polskiej w ZSRR nr 001 z 1 kwietnia 1944. Formowana zgodnie z etatami Armii Czerwonej nr 012/88, 012/89, 012/90, 012/109 oraz 014/97-W. Pierwszym dowódcą był płk Bronisław Lubański jednocześnie do 24 kwietnia 1944 dowódca oddziału saperów 1 Armii, szefem sztabu ppłk Włodzimierz Piliński, zastępcą ds polityczno-wychowawczych kpt. Antoni Kazior. 9 maja żołnierzom uroczyście wręczono broń. W kwietniu 1944 sformowano w brygadzie nieetatową Szkołę Podoficerską Saperów. 30 maja, po dwumiesięcznym kursie, szkoła promowała 204 podoficerów z których 104 pozostało w brygadzie. Podstawową kadrę brygady stanowili oficerowie sowieccy pochodzenia polskiego. Formowanie zakończono 9 czerwca 1944. Stany osobowe na: 7.04 - 50%, 10.04 - 75%, 15.04 ok. 90%, na 15.05 oficerów 70, etat 129, podoficerów 73 etat 172, szeregowych 781 etat 709. 27 czerwca w skład brygady wszedł 3 batalion saperów, przemianowany na 8 batalion saperów i podporządkowany na podstawie rozkazu dowódcy 1 Armii Polskiej nr 0124 z 27 czerwca 1944.
Na 27 czerwca stan osobowy liczył: dowództwo i sztab – 38 oficerów i 9 pracowników kontraktowych, kompania dowodzenia – 88 osób, 8, 9, 10 i 11 bsap – 1256 osób, 1 park lekkich przepraw – 36 osób, 2966 poczta polowa – 4 osoby. Brygada w rejonie Sum intensywnie szkoliła się. Saperzy nauczyli się obsługiwać park pontonowy, traki, kafary, wykrywacze min. Opanowali budowę przepraw desantowych, promowych i mostowych w dzień i w nocy w różnych warunkach atmosferycznych. Poznali sposoby minowania, rozminowania oraz unieszkodliwiania min i materiałów wybuchowych, urządzania przejść w polach minowych oraz organizacji prac przy całkowitym rozminowaniu. Uczyli się naprawy dróg i mostów na konkretnych obiektach. Saperzy pozostawili wiele kilometrów odbudowanych dróg i kilku mostów z których korzystała następnie ludność cywilna.
8 czerwca 1944 brygada otrzymała rozkaz przegrupowania w rejon Łuck – Kiwerce. 11 i 12 czerwca wyruszyła transportem kolejowym po trasie: Sumy, Konotop, Sarny, Równe i 21 oraz 26 przybyła w nakazany rejon. Rozlokowała się w lesie 1 kilometr na północny wschód od m. Ostrów. Tam, po zakwaterowaniu, zgrywała pododdziały w wykonywaniu działań bojowych. 26 czerwca 1 Brygada Saperów otrzymała zarządzenie z oddziału saperów 1 Armii nakazujące zabezpieczenie przepraw 3 Dywizji Piechoty przez Styr w rejonie Antonówki. Do wykonania tego zadania wyznaczono 3 kompanię 8 bsap. Kompanią współdziałała z 7 zmotoryzowanym samodzielnym batalionem saperów. 27 i 28 czerwca pododdziały inżynieryjne przeprawiły 3 DP. 30 czerwca do rejonu przeprawy przybył cały 8 bsap i brygadowy park pontonowy NLP, na sześciodniowe ćwiczenie z budowy przepraw. 10 lipca w rejonie Antonówki przegrupowały się 10 i 11 bsap. 13 lipca 1 BSap z 6 bpont-most i 7 zsbsap przeprowadziły ćwiczenia pokazowe dla wszystkich rodzajów wojsk 1 Armii. Stan osobowy i uzbrojenie 1 BSap na 15 lipca: oficerów 129, podoficerów 255, szeregowych 1042, karabinów 548, pistoletów maszynowych 593, karabinów maszynowych – 99, samochodów – 57, traktorów i ciągników – 4, radiostacji – 12. Nie był to cały etat brygady. Uzupełniał go późniejszy rozkaz dowódcy 1 Armii z 15 listopada 1944 nakazujący sformowanie samodzielnej kompanii zwiadu w sile 65 ludzi i samodzielnego plutonu sanitarnego w sile 17 żołnierzy. 10 października dowódca Wojsk Inżynieryjnych Wojska Polskiego wydał rozkaz nr 03 nakazujący w brygadach saperów utworzenie nieetatowych szkół podoficerskich w sile jednej kompanii, trzyplutonowej, o stanie osobowym 120 żołnierzy. Na 15 listopada niedobór w kadrze oficerskiej stanowił 34% (szczególnie dowódcy plutonów), podoficerów 14%. W rozkazie z 24 listopada dowódca Wojsk Inżynieryjnych WP określił programy szkolenia dla oddziałów i pododdziałów inżynieryjno-saperskich 1 Armii. Na podstawie tego sztaby jednostek opracowały własne programy szkolenia dla pododdziałów.
Przysięgę żołnierze brygady złożyli 9 lipca 1944 we wsi Ostrów na Wołyniu. W przysiędze uczestniczył dowódca 1 Armii gen. Zygmunt Berling i członek Rady Wojennej Armii gen. Aleksander Zawadzki. Sztandar ufundowany przez społeczeństwo Wawra wręczono w październiku 1944 w Wawrze.

## Dowódcy
- mjr Karol Jakubiak p.o. od 21.04.1944 - 03.05.1944[3]
- płk (gen. bryg.) Bronisław Lubański (ACz)[4] – od 03.05.1944 do 19.03.1947[c]
- płk Edmund Żarczyński – od 19.03.1947 do 05.10.1951
- ppłk Mikołaj Majorow – od 05.10.1951 do 20.10.1953
- płk Stanisław Maleńczak – od 20.10.1953 do 26.02.1957
- płk dypl. Stanisław Padewski – od 26.02.1957 do 05.10.1957
- płk mgr inż. Mikołaj Klecor – od 05.10.1957 do 30.06.1961
- płk mgr inż. Aleksander Kabara – od 30.06.1961 do 29.09.1969
- płk mgr inż. Jan Tomaszewski – od 29.09.1969 do 16.09.1970
- płk mgr inż. Franciszek Gach – od 16.09.1970 do 21.10.1972
- płk dypl. Edmund Kubiak – od 21.10.1972 do 28.11.1973
- płk mgr inż. Tadeusz Swaryczewski – od 28.11.1973 do 29.09.1976
- płk mgr inż. Emil Kamyczek – od 29.09.1976 do 17.10.1978
- płk dypl. Jan Polakowski – od 17.10.1978 do 28.08.1980
- płk dypl. Wiesław Gwizdowski – od 28.08.1980 do 07.07.1986
- gen. bryg. mgr inż. Józef Rzemień – od 07.07.1986 do 10.10.1990
- płk mgr inż. Mieczysław Buczak – od 10.10.1990 do 24.08.1996
- gen. bryg. Ryszard Gruszka – od 24.08.1996 do 30.06.2004
- płk dypl. Zbigniew Wójt – od 30.06.2004 do 30.06.2007
- płk dypl. Bogusław Bębenek – od 1.07.2007 do 5.11.2007
- płk dypl. Daniel Król

## Struktura organizacyjna
Skład
dowództwo i sztab
- 8 batalion saperów
- 9 batalion saperów
- 10 batalion saperów
- 11 batalion saperów
- kompanie: sztabowa, zwiadowcza
- plutony: sanitarny, park lekkich przepraw
- 2966 stacja poczty polowej

Razem:
żołnierzy – 1382 (oficerów – 152, podoficerów – 336, szeregowych – 894)
sprzęt:
- park przeprawowy NLP – 1
- kuter BMK – 1
- samochody – 70
- min – 483

## Ordery i odznaczenia
- Order Kutuzowa II klasy – uchwała Prezesa Rady Najwyższej ZSRR z 4 maja 1945[6]
- Order Krzyża Grunwaldu III klasy – 1946[6]

Odznaczeni Złotym Krzyżem Orderu Virtuti Militari
1. płk Bronisław Lubański

Odznaczeni Srebrnym Krzyżem Orderu Virtuti Militari
1. szer. Jan Bukat
2. kpr. Jan Czechowski
3. szer. Aleksander Derkacz
4. szer. Wincenty Lejczak
5. płk Bronisław Lubański
6. szer. Antoni Persona
7. ppłk Włodzimierz Piliński
8. plut. Aleksander Sokolski
9. szer. Józef Zubowicz
10. kpt. Jan Żytło

## Sztandar brygady
Sztandar ufundowany przez społeczeństwo Warszawy-Pragi i okolicznych miejscowości. Wręczony prawdopodobnie 24 grudnia 1944 w Glinkach. Wykonały go siostry felicjanki z Glinek.
Opis sztandaru
Płat o wymiarze 97 x 97 cm z dwu stron obszyty frędzlą żółtą, przymocowany do drzewca za pomocą pięciu kółek i wkrętów. Drzewce z jasno politurowanego drewna, skręcane z dwóch części za pomocą mosiężnych okuć. Głowica w kształcie orła z szeroko rozpostartymi skrzydłami, wspartego na cokole w kształcie litery T. Do drzewca przymocowane wstęgi Orderu Czerwonej Gwiazdy i Orderu Kutuzowa.
Strona główna
Czerwony krzyż kawalerski, pola między ramionami krzyża białe. Pośrodku haftowany biało-srebrną nicią orzeł w otoku zielono haftowanego wieńca laurowego. Wokół orła haftowany nicią biało-kremową z obwódką czerwoną napis: „HONOR I OJCZYZNA”, „1-a INŻYNIERYJNO-SAPERSKA BRYGADA”. Na białych polach na przemian: emblematy saperskie w otoku zielono haftowanych wieńców laurowych i herb Wawra w otoku tarcz z napisem „WAWER”.
Strona odwrotna
Rysunek jak na stronie głównej. Pośrodku malowany i haftowany kolorowo wizerunek Matki Boskiej Częstochowskiej w otoku wieńca. Wokół wizerunku napis nicią biało-kremową, z obwódką czerwoną: „POD TWOJĄ OBRONĘ UCIEKAMY SIĘ”, „ZA NASZĄ WOLNOŚĆ I WASZĄ”. Na białych polach haftowane żółtą nicią napisy i daty: „WIELKOLAS 15.VIII.44”; „WARSZAWA 16.1.45”; „PUŁAWY 2.VIII.44”; „OSTRÓW 15.VI.44”; „SASKA KĘPA 14.IX.44”.

## Okres powojenny

### Rozminowanie
W czerwcu 1945 do rozminowania kraju włączono 1 BSap. Weszła ona w drugi etap rozminowania (od czerwca do września, a praktycznie do końca 1945). Zgodnie z planem rozminowania kraju 1 BSap w pełnym składzie rozminowywała Pomorze Zachodnie i Gdańskie oraz północną część Wielkopolski, od linii rozgraniczenia z 2 Armią WP do Wisły i na wschód od Wisły - Żuławy. Obszar przydzielony 1 BSap miał 51300 km², a na wschód od Wisły 5000 km². 16 czerwca 1 BSap przystąpiła do rozminowania. Brygada zajmowała rejon Namyślina, na płn-wsch od Kostrzyna. Przydzielony brygadzie obszar do rozminowania, później zwany rejonem rozminowania nr 6 obejmował: Pobrzeże Słowińskie, Pojezierze Pomorskie, płn-zach. część Pojezierza Wielkopolskiego i Żuławy Wiślane. Szerokość rejonu 230 - 250 km i głębokość 280 km. Rejon był słabo zaminowany z wyjątkiem Wału Pomorskiego, zachodnich brzegów Wisły, rzek Parsęta, Kanału Elbląskiego, Gdyni, Gdańska, Piły, Słupska, Kołobrzegu, Ustki i Miastka. Rozpoznano zapory minowe na drogach głównych i szlakach kolejowych. Oszacowano, że tereny gęsto zaminowane to 440 km², średnio 800 km² i słabo ponad 50 tys. km². W terenie brygady było wiele składów amunicji nagromadzonej przez Niemców. 1 BSap nie dysponowała danymi o stanie zaminowania terenu. Pierwszym rozkazem płk. B. Lubańskiego było określenie zadań rozpoznania terenu i zapór, przeszkolenie pododdziałów, przygotowanie sprzętu i dokumentacji. Sytuację utrudniał brak administracji na tym terenie, a część ludność niemieckiej nie była skora do współpracy z polskimi saperami. Kadra i żołnierze nie mieli doświadczenia w przygotowaniu i prowadzeniu rozminowania całych pól minowych, rozrzuconych na dużym obszarze. Wykorzystywano tu doświadczenie 2 i 5 BSap, które prowadziły rozminowanie od początku 1945 W planie rozminowania brygady, rejon podzielono na batalionowe pasy szerokości 50 – 60 km, Bataliony dzieliły rejony na kompanie i wyznaczały terminy rozpoczęcia i zakończenia prac. Średniodzienna norma rozminowania dla batalionu wynosiła 150 – 200 km². Bataliony ugrupowano:
- 8 bsap – Pobrzeże Słowińskie wraz z brzegiem Bałtyku, sztab batalionu w Siemyślu k/Kołobrzegu,
- 10 bsap – prace na płd od 8 bsap, sztab w Chociwelu,
- 11 bsap -– na płd od 10 bsap, ogólnie na płn od Noteci, sztab na zachód od Barlinka,
- 9 bsap – w pasie na płd od Noteci w tym Międzyrzecki Rejon Umocniony, sztab w Międzyrzeczu.

Stanowisko dowodzenia 1 BSap początkowo w Gdańsku, później w Więcborku. Bataliony miały prowadzić prace w kierunku wschodnim. Pilne potrzeby rozminowania Pomorza z portami i Żuław spowodowały korekty w tym planie.
8 bsap od czerwca do sierpnia 1945 rozminowywał Pomorze Gdańskie i Trójmiasto, wybrzeże Bałtyku od Wejherowa, poprzez Słupsk, Sławno, Koszalin, Kołobrzeg. Zaminowane tam były kolejne rubieże obrony niemieckiej w tym: brzeg Parsęty. Dużo pracy saperzy mieli ze składami amunicji, których tylko w lipcu w lasach koło Kołobrzegu wykryli i zniszczyli 12.
11 bsap rozminowywał tereny wzdłuż Wisły i Żuławy. Usunął miny z dróg i miejscowości: Tczew, Starogard, Kwidzyn, Malbork, Morąg. Rozpoznał i oznakował pola minowe nad Parsętą, Kanałem Elbląskim i Nogatem.
9 i 10 bsap pracowały nad Notecią. W czerwcu i lipcu rozminowywały zasadniczo drogi i szlaki komunikacyjne: Starogard - Chojnice, Krzyż - Poznań, Piła - Wałcz - Złocieniec, Złotów - Piła - Krzyż, Bydgoszcz - Piła - Krzyż, Białogard - Szczecinek - Piła oraz miejscowości na tych trasach. Najwięcej pracy było na Gwdą i Notecią wzdłuż których przebiegała linia Wału Pomorskiego. Od lipca do września usunięto tam 187345 min i zniszczono 3440860 szt. pocisków i amunicji znalezionych na poniemieckich składach.
18 września 1945, w związku ze zmienionym planem rozminowania Polski, 1 BSap otrzymała dodatkowo zadanie rozminowania na nowym obszarze zwanym obszarem nr 6 - południe, obejmującym Górny Śląsk i płd - wsch. część Opolszczyzny. Dowódca 1 BSap miał zmniejszone zadanie o rejon Żuław, leżące na wschód od Wisły. Do pomocy w rozminowaniu przydzielono brygadzie 15 zmotoryzowany bsap 1 Korpusu Pancernego, który prowadził prace na płn części Opolszczyzny, oraz 40 bsap z 13 DP działający już na Śląsku. Dowódca 1 BSap do rozminowania nowego obszaru skierował Grupę Operacyjną (GO) ze sztabu brygady wraz z 9 i 10 bsap. Pozostałe bataliony prowadziły dalsze rozminowanie w rejonie nr 6 - północ (stary rejon). 21 września bataliony 9 i 10 przybyły na Śląsk. 9 bsap rozlokował się w Zawierciu, 10 bsap w Katowicach, a GO w Chorzowie. Nowy rejon był:
- słabo zaminowany - do 100 min na km², o powierzchni 3500 km² w granicach: Olesno, Koniecpol, Pilica, Tarnowskie Góry,
- słabo zaminowany z dużą ilością amunicji o powierzchni 1100 km² - obejmował Katowice, Zabrze, Chorzów, Sosnowiec, Bytom i Dąbrowę Górniczą,
- gęsto zaminowany z nasyceniem 5 - 6 tys. min na km² w rejonach: Gliwice, Rybnik, Wodzisław Śląski, Żory i Pszczyna.

9 bsap sprawdzał rejon w okolicach: Olesno, Koniecpol, Pilica i Tarnowskie Góry.
10 bsap rozminowywał tereny w rejonie Gliwic i Wodzisławia. Min było dużo. Dowódca GO płk Żarczyński w październiku wzmocnił 10 bsap kompanią z 9 bsap. 15 zbsap wykonywał zadania w swoim rejonie.
9 i 10 bsap zlikwidowały na Górnym Śląsku 131 dużych i mniejszych pól minowych, usuwając 454927 min, a także niszcząc ok. 5 mln bomb, pocisków i różnej amunicji. 9 i 10 bsap prowadziły rozminowanie do pierwszych śniegów. Straty 9 i 10 bsap to 5 zabitych i 6 rannych. Pozostałe siły brygady prowadziły do 11 listopada swoje prace. 15 - 20 listopada zostały przegrupowane i zakwaterowane w Lublińcu.
W 1945 1 BSap rozminowała ponad 55 tys. km. różnych dróg, 5312 km szlaków kolejowych, 1721 mostów kolejowych i drogowych. Rozminowano i sprawdzono obszar ponad 57 tys. km², miejscowości 7672 w tym miast 205, obiektów fabrycznych 388, szybów z urządzeniami powierzchniowymi 9, lotnisk 15. Zdjęto 940 tys. min i 11,5 mln pocisków, bomb i innych środków wybuchowych, zlikwidowano 12 składów amunicji. Zginęło w brygadzie 14 oficerów, podoficerów i szeregowych. Rannych zostało 11 żołnierzy. Wskaźnik wypadkowości (liczba zabitych i rannych na 10 tys. zdjętych min) wynosił 0,29 osoby i był najniższy wśród brygad saperów. 25 saperów 1 BSap usunęło ponad 4 tys. min. Najwięcej min zdjął saper Antoni Siedlecki – 10384 szt. W okresie marzec – grudzień 1 Brygada przeszkoliła 305 cywilnych minerów. Pod koniec 1945 1 BSap podporządkowano dowódcy Okręgu Wojskowego nr IV we Wrocławiu, a w styczniu 1946 była przeniesiona do Brzegu. Kierowanie rozminowaniem na obszarze okręgu przejął szef wydziału inżynieryjnego OW.
Ponieważ w okresie rozminowania w 1945 nie wszystkie cele rozminowania zostały osiągnięte wojska inżynieryjne zostały wsparte w rozminowaniu żołnierzami artylerii, przeznaczonymi do niszczenia amunicji (rozkaz ND WP nr 148 z 7 czerwca 1946). Odpowiedzialność za niszczenie amunicji nieśli inspektorzy artylerii okręgów. Rozminowanie w 1946 miało być prowadzone w dwóch okresach: wiosna - od 1.04 - 30.05 i jesień - od 1.09 - 15.11. Oczyszczanie z amunicji i innych przedmiotów wybuchowych miało trwać cały rok. Zima 1945/46 skuła lodem rzeki. Saperzy wiosną skierowani zostali na likwidacje zatorów. W związku z przeformowaniem 15 lutego 1946 1 BSap na 1 pułk saperów (1 psap) stan osobowy pułku został zmniejszony do tysiąca osób (89 oficerów, 163 podoficerów i 748 szeregowych). Stan został zmniejszony o 591 osób w stosunku do brygady. Nastąpiła także demobilizacja najstarszych roczników w wyniku której odeszli do cywila najbardziej doświadczeni żołnierze. Opuściło także szeregi saperów polskich wielu doświadczonych oficerów sowieckich. Do rozminowania w 1946 przystąpiło 20 jednostek, w tym cztery pułki saperów i 16 batalionów dywizyjnych. 1 psap wspólnie z 16 bsap 11 DP, 18 bsap 7 DP i 21 bsap 10DP prowadził rozminowanie na terenie Śląskiego Okręgu Wojskowego (SOW). 1 psap, którym dowodził płk Edmund Żarczyński działał na obszarze 20950 km², obejmującym tereny Dolnego Śląska: od Wałbrzycha i Świdnicy na zachodzie, a na północy do Odry na odcinku od Oławy do Kędzierzyna, oraz na południowym wschodzie Opolszczyzny po Racibórz i Rybnik, a także w okolicach Cieszyna. 22 marca 1 psap rozpoczął prace na przydzielonym terenie siłami 8 i 9 bsap oraz jednej kompanii 10 bsap. Jeden pluton pułku został przydzielony do rozminowania Wrocławia. Żołnierze nie mieli danych o pozostałych do rozminowania polach. Trzeba było je zdobyć poprzez własne rozpoznanie. Rozminowanie trwało do 4 lipca. Do jesiennego okresu pułk przystąpił 4 września zmniejszonymi siłami. Z pułku odszedł 8 bsap, który został podporządkowany dowódcy Marynarki Wojennej i następnie przeorganizowany w 52 bsap Marynarki Wojennej. Rozwiązany w lutym 11 bsap - w ramach reorganizacji brygady, trzeba było organizować od nowa. W okresie obu okresów rozminowania 1946 pułk zdjął i zniszczył 1050900 min, zlikwidował przeszło 890 tys. pocisków różnych kalibrów, sprawdził obszar 26 tys. km².
Pod koniec 1946 zaszły zmiany w strukturze Okręgów Wojskowych. Zima 1946/47 była sroga z dużą ilością śniegu. Rzeki były skute lodem grubości do 1 m. W lutym i marcu 1947 1 psap skierowano do ochrony mostów i walki z zatorami, ratowania ludności i dobytku. 1 psap w marcu ochraniał mosty na Odrze, Wiśle i Małej Panwi. Na Wiśle: w Sandomierzu, Baranowie i Annopolu. Okres rozminowania mógł rozpocząć się dopiero w maju. Do rozminowania na terenie kraju skierowano 11 batalionów saperów, każdy po dwie kompanie. Od 8 maja do 30 października pułk rozminowywał tereny Dolnego Śląska, a także Górnego Śląska. Usunięto i zlikwidowano 160941 min, 690 tys. amunicji. Zginęło 2 saperów, a 3 zostało rannych. W l. 1945 - 1947 zlikwidowanych zostało większość pól minowych.
W 1948 do rozminowania zostały pola minowe wcześniej rozpoznane, skupiska min w południowo-wschodniej części Polski (pas nadgraniczny, nad Zalewem Wiślanym, w okolicach Braniewa, Ełku i Szczytna), kwatera Hitlera, Przełęcz Dukielska i Przełęcz Łepkowska, a także niesprawdzony rejon Bieszczadów, gdzie w 1947 działały oddziały UPA. Główny Inspektor Inżynierii i Saperów gen. Jerzy Bordziłowski postanowił nie kierować na rozminowanie całych batalionów, lecz pododdziały w sile do kompanii saperów. Tylko do Gierłoży i na Przełęcz Dukielską były skierowane całe bataliony. Każda jednostka saperska organizowała grupy (patrole) rozminowania do oczyszczania, przydzielając im zadania na terenach kilku powiatów. W akcje rozminowania zaangażowano w kraju dziesięć batalionów saperów, każdy po ok. 150 saperów. Oddziały saperów działały na terenie swoich okręgów. Z 1 psap działał 9 bsap. Na terenie Polski w 1968 sprawdzono obszar 41548 km², 779 miejsc założenia min, zdjęto 173743 miny i 4461795 szt amunicji. Zginęło 10 saperów, 14 zostało rannych.
W 1949 jak i w latach następnych prac związanych z rozminowaniem było coraz mniej. Koncentrowały one się na rozminowaniu Przełęczy Dukielskiej, Wilczego Szańca, wzdłuż północnej granicy, nad Zalewem Wiślanym, oraz nad Nysą Łużycką. Rozminowanie prowadzono siłami 9 batalionów, do kompanii saperów z batalionu. Z 1 psap działał 9 bsap. W Polsce rozminowano i sprawdzono 2519 km², 31 miejsc minowania, zdjęto 25735 min, 232516 pocisków. Straty: 4 zabitych i 3 rannych.
W 1950 bataliony prowadziły rozminowanie wiosną i jesienią (maj i październik-listopad).
W 1951 było podobnie. Z 1 psap udział brał 10 bsap.
W kolejnych latach pododdziały brygady nadal rozminowywały teren.
W 1956 zakończono rozminowanie kraju. Od 1957 zaczął się okres oczyszczania. Na zakończenie rozminowania minister Obrony Narodowej wydał rozkaz nr 11/MOn z 30 stycznia 1957 w którym złożył podziękowania i nagrodził wyróżniające się jednostki i saperów.
W latach 1945–47 1 BSap (1 psap) zdjęła 2 147 000 min i 14 513 000 szt pocisków i amunicji. W okresie prowadzenia walk frontowych brygada straciła 102 żołnierzy, 52 zostało rannych lub zaginionych bez wieści. W okresie rozminowania i oczyszczania w l. 1944 - 1994 zginęło w brygadzie 55 żołnierzy, w tym 7 oficerów. W wyniku rozminowania brygada ocaliła od zniszczenia następujące obiekty: elektrownia w Wałczu, porty w Gdyni i Gdańsku, elektrociepłownia w Gdyni, tor kolejowy na półwyspie Hel, fabryka Silesia w Rybniku, młyny i stacja kolejowa w Żarach oraz huta żelaza w Rybniku.
Jesienią 1949 pułk przeformowano na 1 pułk pontonowy. (dokonano też zmiany nazwy 1 ppont z Włocławka na 2 ppont)
Wiosną 1950, przy 1 ppont sformowano Okręgową Składnicę Inżynieryjno-Saperską Nr 4. Zadaniem składnicy było przechowywanie sprzętu saperskiego oraz materiałów wybuchowych.
W latach 90. brygada stacjonowała w Brzegu jako 1 Brzeska Brygada Saperów im. Tadeusza Kościuszki.
Obecnie jest to 1 Brzeski Pułk Saperów im. Tadeusza Kościuszki w Brzegu.